# Даме Груев
Дамян (Даме) Йованов Груев е български революционер, деец на българското националноосвободителното движение в Македония и Одринско, един от основателите и идеолозите на Вътрешната македоно-одринска революционна организация. Наричан и „Волята на организацията“, ползва псевдонимите Богдан Ариматейски, Борой, Браян Митрев, Буюк даскал, Гарибалди, Данаил, Иванов, Йосиф, Лавда, М. Пападопулос, Огн. Стопленов, Смилевец, S.Z.

## Биография

### Ранни години
Роден е през 1871 година в село Смилево, Битолско, тогава в Османската империя. Брат е на революционера и общественик Георги Груев. Основно образование завършва в Битоля, след което започва да учи в Солунската българска мъжка гимназия. След ученически бунт заедно с група свои другари е изключен от гимназията. В началото на 1888 година, с група от 19 души, между които и други бъдещи революционери, е привлечен от сръбската пропаганда и заминава да учи в Белград безплатно за сметка на Дружеството „Свети Сава“. След това продължава образованието си във Великата школа в Белград. След като са подложени там на силен натиск за посърбяване, с приятелите си вдигат бунт и са изключени.
Емигрират групово в България, където той се записва да учи история във Висшето училище в София (днес Софийски университет). В София със свои съмишленици от кръга „Лоза“ създават кръжока „Дружба“ с цел да искат реализиране на член 23 от Берлинския договор.
През 1891 година е изключен от Висшето училище като заподозрян в убийството на министър Христо Белчев, но впоследствие обвиненията се оказват безпочвени. Установява се в различни места в Македония: Битоля, Смилево и Прилеп, където учителства в българското училище. Посветил се на изграждането на ВМОРО и привлякъл със себе си и Гоце Делчев в организацията. В своите спомени Даме Груев отбелязва, че една от причините за опитите му да създаде революционна организация е засилилата се сръбска пропаганда в Македония:
| „ | ... мислехме, че трябва да се тури на дневен ред идеята за освобождение на Македония преди да успее сръбската пропаганда да се засили и раздроби народа. | “ |

### Начело на ВМОРО
През лятото на 1893 година се установява в Солун, където работи като коректор в печатницата на Коне Самарджиев. През октомври 1893 година усилията му за създаване на революционна организация се увенчават с успех. На 23 октомври 1893 година в Солун, заедно с д-р Христо Татарчев, Иван Хаджиниколов, Петър Попарсов, Антон Димитров и Христо Батанджиев, Дамян Груев поставя началото на Българските македоно-одрински революционни комитети (БМОРК), организация която по-късно променя името си на Тайна македоно-одринска революционна организация и ВМОРО. Основна политическа цел на организацията е борбата за автономия на Македония и Одринско. В сформирания Централен комитет д-р Христо Татарчев е избран за председател, а Дамян Груев е избран за секретар-касиер, но всички съвременници са единодушни, че Даме е сърцето и душата на организацията. Издава в Солун хектографирания вестник „Въстаник“. През следващата година Груев се отдава изключително на организационна дейност в различни градове и села на Македония. През есента на 1894 година Даме Груев, по това време учител в българското училище в Щип, привлича в редовете на ВМОРО нейния бъдещ ръководител Гоце Делчев.
През 1895 и 1896 година Даме Груев, като инспектор на българските училища в Солунско, предприема редица обиколки с цел разширяване и укрепване на организационната мрежа. Установява контакти с Върховния македоно-одрински комитет и прави опити за единодействие между двете македоно-одрински организации. През 1897 година е делегат от Софийското дружество на Четвъртия македонски конгрес. Междувременно се среща с министър-председателя на България Константин Стоилов, който пише в писмо до агента в Солун Атанас Шопов:
| „ | Груев е бил действително в София и аз имах дълго свиждане с него. Моята цел беше да видя какво гонят тези господа, да им дам да разумеят, че не могат да налагат нам – на правителството – техните взглядове, и че ако искат да работят полезно, трябва да са в хармония с нас. Исках да ангажирам водителите на Организацията да работят с нас, защото аз мисля, че съществувание на Организация като средство за събужданието на народното чувство и като средство против нелоялните действия на противните нам пропаганди е нещо полезно. Вместо тая пропаганда да стои под влиянието на неотговорни хора със съмнителен патриотизъм и още по-съмнителен здрав разум, по-добре е да се намира под контрола на правителството. Груев ми изложи действително твърде откровено техните взглядове и положението на работите в Македония. Аз му изложих твърде категорически ясно моите идеи върху пропагандата. Той напълно се съгласи с това.. | “ |

През 1897 година създава в Солун Дружество против сърбите, с цел неутрализация на Сръбската пропаганда в Македония и поддръжниците й. През 1898 година османските власти го интернират в Битоля, където впоследствие е назначен за учител в българската гимназия от Българската екзархия. Там е активен и засилва дейността на ВМОРО, заедно с Михаил Герджиков, Петър Мартулков и други.
През август 1900 година при Попставревата афера е арестуван и прекарва близо две години в Битолския затвор, откъдето продължава да ръководи организацията. В края на май 1902 година е заточен в Подрум кале в Мала Азия, което му отнема възможността да участва в съдбоносния Солунски конгрес на ВМОРО през януари 1903 г., на който се взима решение за въоръжено въстание. През 1903 година е амнистиран. Въпреки че заедно с Гоце Делчев и други ръководители на ВМОРО е против предстоящото въстание, той не успява да го спре.

### Участие в Илинденското въстание
Полага усилия за отлагане датата на въстанието с цел неговата по-добра подготовка. През април 1903 г. е председател на Смилевския конгрес (проведен в родната му къща) на Битолския окръг на ВМОРО. На него Даме Груев, заедно с Анастас Лозанчев и Борис Сарафов, е избран за член на Главния щаб. Това му дава възможност да бъде един от основните ръководители на бъдещото въстание. Заедно с Борис Сарафов определя датата на въстанието в Битолския окръг. Д. Груев участва активно в Илинденско-Преображенското въстание, и след неговия злополучен край – във възстановяването на ВМОРО, като решава да остане в Македония, давайки кураж на населението и подпомагайки организационната мрежа. Тази постъпка ярко контрастира с постъпката на десетки водачи на ВМРО, които в страшната зима на 1903 година се установяват в София „на топло и сигурно“, впускайки се в безплодни и безсмислени спорове, докато населението на Македония страда. Груев играе ръководна роля в организацията след 1903 година и със своя авторитет успява да потуши част от конфликтите в нея. В същото време е член на масонската ложа.

### Последни години
| Чета на Дамян Груев, април 1905 година | Чета на Дамян Груев, април 1905 година | Чета на Дамян Груев, април 1905 година | Чета на Дамян Груев, април 1905 година | Чета на Дамян Груев, април 1905 година |
| Номер                                  | Име                                    | Селище                                 | Околия                                 | Забележка                              |
| -------------------------------------- | -------------------------------------- | -------------------------------------- | -------------------------------------- | -------------------------------------- |
| 1.                                     | Дамян Груев                            | Смилево                                | Битолска                               | член на окръжното горско тяло          |
| 2.                                     | Ефрем Чучков                           | Щип                                    | Скопска                                | член на окръжното горско тяло          |
| 3.                                     | Атанас Бабата                          |                                        |                                        | член на окръжното горско тяло          |
| 4.                                     | Алексо Марков                          |                                        |                                        |                                        |
| 5.                                     | Кръсто Божинов                         | Дебър                                  | Битолска                               |                                        |
| 6.                                     | Йосиф Петров                           |                                        |                                        |                                        |
| 7.                                     | Филип Зиров                            |                                        |                                        |                                        |

През 1904 година Даме Груев председателства Прилепския конгрес на Битолския окръг на ВМОРО. През есента на същата година, Даме е пленен от сърбоманския войвода Мицко Кръстев, но е освободен със съдействието на Григор Соколов, след преговорите му с Пере Тошев. През лятото на 1905 година ръководи първия общ конгрес на организацията след въстанието – Рилския. Въпреки че на Рилския конгрес на ВМОРО превес взима реформисткото крило на организацията – т.нар. левица, Даме Груев е избран за член на ЦК и е един от нейните фактическите ръководители до смъртта си. Всъщност Даме е единственият, който се оказва способен да овладее вождистките амбиции на Яне Сандански. През лятото на 1906 година Даме е в София, където през юни и август провежда поредица от срещи с дейци на организацията. Постепенно на дневен ред дошъл и въпросът за нов общ конгрес. Отново възникнали остри пререкания, особено с Пере Тошев, а поради липса на споразумение конгресът бил отложен за края на годината. В спомените си за този период войводата Милан Матов пише:
| „ | Една фалшива мълва беше пусната в Македония около и след Илинденското въстание, че върховните комитети в София искали присъединяването към България, а ВМОРО иска автономия. По тоя повод през юни 1906 г. аз бях в София и се отнесох за разяснение до Даме Груев, който ми отговори следното: „Ние сме българи и всякога работим и ще работим за обединението на българщината. А всички други формули са етап за постигане на тая цел. Не е дошъл обаче момента за решение на нашия въпрос, затова няма място за препирни и приказки от подобен род.“ | “ |

През септември 1906 влиза повторно на обиколка в Македония с чета в състав:
| Номер | Име          | Селище  | Околия   | Забележка                      |
| ----- | ------------ | ------- | -------- | ------------------------------ |
| 1.    | Дамян Груев  | Смилево | Битолско | убит на 10 декември в Русиново |
| 2.    | Гоце Петров  | Кукуш   | Солунско |                                |
| 3.    | Карчо        | Кукуш   | Солунско | убит на 10 декември в Русиново |
| 4.    | Ангел Нейков | Свищов  |          | на 40 години                   |
| 5.    | Мирчо        | Кукуш   |          | на 18 години                   |

В края на 1906 година тръгва с четата си към Кюстендил, на път за София с цел участие в предвидения конгрес. На 23 декември 1906 година Даме Груев и четата на Александър Китанов са открити от турските власти край село Русиново, Малешевско – вероятно предадени. При завързалата се престрелка Груев и четникът Карчо са ранени, но първоначално се измъкват от турския обръч. В близост до връх Петлец в Малешевската планина двамата (които носят още един ранен четник) попадат на нова засада и загиват. Така ВМОРО губи един изключителен лидер и организатор, след чиято смърт организацията окончателно се разцепва.
Архивът на Даме Груев, състоящ се от писма, документи и бележки, свързани с революционната му дейност, днес се съхраняват в Централен държавен архив на Държавна агенция „Архиви“.
На 4 септември 1958 година вестник „Македонска трибуна“ отпечатва речта на Асен Аврамов при откриване на конгреса на „Македонската патриотическа организация“ (МПО) в която казва следното за Дамян Груев: „Помисли ли се за Дамян Груев, цяла Македония изживява гранитната воля на ВМРО.“